# Джонс, Дот
Дороти-Мари Джонс (англ. Dorothy-Marie Jones; род. 4 января 1964, Терлок, Калифорния) — американская актриса и атлет, известная благодаря роли Шеннон Бист в сериале Fox «Хор», за которую она была номинирована на премию «Эмми» в 2011, 2012 и 2013 годах.

## Жизнь и карьера
Джонс училась в Университете штата Калифорния, Фресно, где установила несколько рекордов по толканию ядра. Джонс — 15-кратный чемпион по армрестлингу. Как актриса она дебютировала в 1992 году и в последующие годы играла небольшие роли во многих фильмах и телесериалах. В девяностых она стала известна по роли Дот в ситкоме «Женаты… с детьми», в котором она появилась в пяти эпизодах. В разные годы она появилась в эпизодах таких сериалов как «Лиззи Магуайер», «Части тела», «Отчаянные домохозяйки», «Побег», «Город хищниц» и «Менталист».
С 2010 по 2015 год Джонс играла роль Шеннон Бист в сериале «Хор», за которую она была номинирована на премию «Эмми» в категории «Лучшая приглашённая актриса в комедийном телесериале» в 2011, 2012 и 2013 годах.

## Личная жизнь
Джонс — открытая лесбиянка. С 21 декабря 2013 года Джонс жената на Бриджетт Кэстин, с которой она встречалась 3 года до их свадьбы.

## Избранная фильмография
| Год       |   | Русское название         | Оригинальное название      | Роль                      |
| --------- | - | ------------------------ | -------------------------- | ------------------------- |
| 2009      | с | Отчаянные домохозяйки    | Desperate Housewives       | тюремный охранник         |
| 2009—2010 | с | 10 причин моей ненависти | 10 Things I Hate About You | кассир / женщина на обеде |
| 2016      | с | Две девицы на мели       | 2 Broke Girls              | большая Риба              |